# Thomas Mars
Thomas Pablo Croquet (Versalles, 21 de noviembre de 1976), conocido artísticamente como Thomas Mars, es un músico francés, reconocido por ser vocalista y líder de la banda Phoenix.

## Biografía

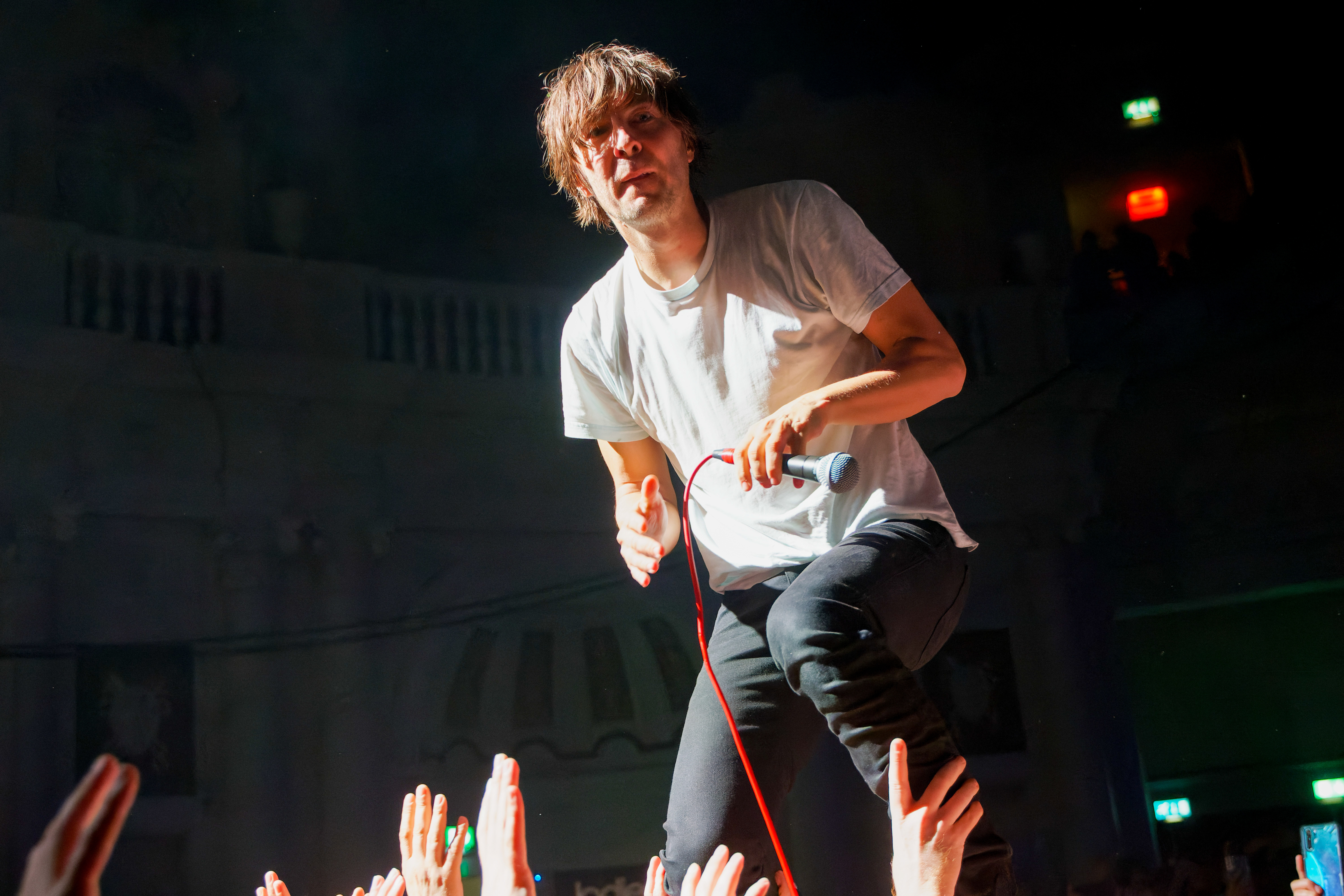
Mars y fans de Phoenix durante un concierto en Londres.

Thomas Pablo Croquet nació el 21 de noviembre de 1976 en Versalles, Francia. Croquet se interesó por el idioma inglés gracias a la influencia de su tío, Horst, quien le daba clases desde que era un niño.
Cuando Croquet era adolescente, formó la banda Phoenix con sus amigos Chris Mazzalai y Deck d'Arcy. El hermano mayor de Mazzalai, Laurent Mazzalai, posteriormente se unió a la banda después de abandonar Darlin', agrupación conformada también por Guy-Manuel de Homem-Christo y Thomas Bangalter, quienes después crearon Daft Punk.

## Carrera
Croquet es el líder de Phoenix, banda que se fundó a inicios de la década de 1990. La banda eventualmente se convirtió en una profesión de tiempo completo para Croquet después de que abandonó la universidad. 
Croquet escribió y produjo el primer sencillo de Phoenix en Francia, «Too Young», que llegó a alcanzar el puesto número 97 en ese país. Finalmente, el primer álbum de estudio de Phoenix, United, se lanzó en 2000, alcanzando un total de 150.000 copias vendidas a nivel mundial.
Hasta el momento, la banda ha lanzado siete álbumes.

## Discografía

### Con Phoenix
- United (2000)
- Alphabetical (2004)
- It's Never Been Like That (2006)
- Wolfgang Amadeus Phoenix (2009)
- Bankrupt! (2013)
- Ti amo (2017)
- Alpha Zulu (2022)

## Vida privada
En 2011, Croquet se casó con la actriz y directora de cine, Sofia Coppola, en el Palazzo Margherita en Bernalda, Basilicata, Italia. La pareja se conoció mientras Croquet producía la banda sonora de una de las películas de Coppola. Tienen dos hijas juntos, Romy y Cosima. 
Croquet actualmente vive en West Village, Nueva York con su esposa y sus dos hijas. Viaja a París todos los meses y tiene una residencia allí debido a la cercanía que mantiene con su banda, Phoenix.
Es aficionado del París Saint-Germain y ocasionalmente asiste al Parc des Princes acompañado por parientes o amistades.